# Ігор Немец (політик)
Ігор Немец (чеськ. Igor Němec; * 6 квітня 1959, Прага) — колишній чеський політик, до оксамитової революції депутат Чехословаччини Будинку Націй і Будинок народу Федеральних Зборів від Громадянського Форуму (OF), пізніше ODS, Міністр Уряду Чехії.  У 1990-х роках депутат Палати депутатів від Громадянської демократичної партії (ODS), під час історичної повені 2002 року був мером міста Прага, на початку XXI століття — президент Шахового союзу Чехії. У 2005–2015 роках був головою Управління захисту персональних даних Чехії. 

## Особисте життя
Походить з родини, яка зазнала переслідувань від фашистської і комуністичної диктатури. Вивчав чисельну математику на фізико-математичному факультеті Карлового університету. До 1987 року працював математиком-аналітиком на кафедрі ядерної медицини факультету загальної медицини Карлового університету. У період з 1987 по 1990 рр. був співробітником софтверної компанії Meta. 
Одружений, із дружиною Ренатою має чотирьох дітей. 

## Політична та громадська кар'єра
По виборах 1990 року сидів у чеській частині Будинку Націй Федеральних Зборів (Празький виборчий округ) від Громадського форуму (OF).  Після розпаду останнього 1991 року перейшов до групи Громадянської демократичної партії (ODS).  На виборах 1992 року перейшов до Народного дому (як лідер ODS у Празі). Залишався у Федеральних Зборах до розпаду Чехословаччини в грудні 1992 року. 
У той час він також займав державні посади. У 1991–1992 роках був міністром державного контролю в уряді Петра Пітгарта.  У наступному періоді він залишався в чеському уряді.  У 1992 році — міністр контролю, від ODS в уряді Вацлава Клауса. Перебував на цій посаді до червня 1993 року, коли це міністерство було скасовано (створено Головне контрольне управління), а Немец став міністром без портфеля. Він обіймав посаду міністра - голови Уряду Чеської Республіки. Він також був призначений головою Урядової ради з питань науки і досліджень. Залишався в уряді до кінця строку повноважень 1996 року. 
З 1996 по 1997 рік був головою Управління державної інформаційної системи. Потім ненадовго повертався до законодавчої влади. Як альтернативний член, він приєднався до Палати депутатів Парламенту Чеської Республіки у вересні 1997 року від ODS і залишався там до позачергових виборів 1998 року. Був членом зовнішньополітичного комітету Палати депутатів. 
З 1998 року є членом Празької Міської Ради, відповідальним за культуру, фізичне виховання, церкви та релігійні товариства, торговельні ярмарки, виставки і туризм. У червні 2002 року став мером міста Прага (після того, як колишній міський голова Ян Касл залишив посаду та ODS). У тому ж році в Празі трапилась нищівна повень. Його твердження 13 серпня 2002 року о 19 годині стало пам'ятним (хвиля затоплення наближалася до свого максимуму в той час), цитата: «Я б сказав, що Празі не загрожує. Ситуація, я б сказав, надзвичайно чудова. Всі органи працюють як слід. … Тому більше струмків буде текти… Можливо, на цьому етапі не буде важливо, тому що якщо це 20, 10 сантиметрів… Важливо те, що затоплений район не буде поширюватися.»  На наступних осінніх муніципальних виборах 2002 року мандат мера не був захищений (кандидат ODS був Павел Бем). 
З серпня 2005 року був головою Управління захисту персональних даних і був призначений на посаду Сенатом 4 серпня 2005 року;  з 1.   У вересні 2005 року, після вступу на посаду, полишив партію ODS і не є членом жодної політичної партії. Через п'ять років був підтверджений Сенатом 23 червня 2010 р.   і згодом призначений президентом Клаусом. Його наступником 2015 року стала Івана Янь (Ivana Janů), колишня суддя Конституційного суду. 
Немец є шахістом магістерського рівня і був президентом Шахового союзу Чехії на початку XXI століття.